# Avenue Dutuit
L'avenue Dutuit est une voie du 8e arrondissement de Paris, en France.

## Situation et accès
L'avenue Dutuit est une voie publique située dans le 8e arrondissement de Paris. Elle débute cours la Reine et se termine avenue des Champs-Élysées. 
Le quartier est desservi par les lignes par les lignes de métro 1 et 13 à la station Champs-Élysées - Clemenceau.

## Origine du nom
Elle porte le nom d'Eugène Dutuit (1807-1886), historien de l'art et collectionneur français, bienfaiteur de la Ville de Paris.

## Historique
La voie est créée vers 1910 sous le nom provisoire d'« avenue E » et prend sa dénomination actuelle le 15 mai 1922.
En 1938, une partie de la voie est détachée pour former l'avenue Edward-Tuck.
Dans le cadre du réaménagement de l'avenue des Champs-Élysées et de ses abords avant et après les Jeux olympiques de 2024, la mairie de Paris annonce la piétonnisation de l'avenue Dutuit.

## Bâtiments remarquables et lieux de mémoire
- Petit Palais
- Pavillon Ledoyen